# Lobry-de-Bruyn-Alberda-van-Ekenstein-Umlagerung
Die Lobry-de-Bruyn-Alberda-van-Ekenstein-Umlagerung, meist auch als Lobry-de-Bruyn-van-Ekenstein-Umlagerung (ein Spezialfall der Ketol-Endiol-Tautomerie) bezeichnet, ist in der Kohlenhydratchemie die säure- oder basenkatalysierte Aldose-Ketose-Isomerisierung. Sie vollzieht sich in einer Umlagerung, für die das Gleichgewicht zwischen Glycerinaldehyd und Dihydroxyaceton beispielhaft ist, jedoch auch auf andere Aldosen und Ketosen übertragen werden kann.
Die Reaktion, die unter anderem für die industrielle Synthese von Ketosen bedeutsam ist, wurde 1885 erstmals von Cornelis Adriaan Lobry van Troostenburg de Bruyn und Willem Alberda van Ekenstein beschrieben.

## Mechanismus
Das nachfolgende Schema verdeutlicht den Reaktionsmechanismus, wobei der Rest R – abhängig vom jeweiligen Kohlenhydrat – variabel ist:
Die Lage des Reaktionsgleichgewichts bzgl. des Edukt-Produkt-Verhältnisses ist von den Reaktionsbedingungen (Konzentration, Lösungsmittel, pH-Wert, Temperatur etc.) abhängig. Bei Gleichgewichtseinstellung liegt i. d. R ein Aldose-Ketose-Gemisch vor. Beim konkreten Fall der Glycerinaldehyd-Dihydroxyaceton-Umlagerung (R = CH2OH) nennt man dieses Gemisch Glycerose.

## Stereochemischer Aspekt
Da das Kohlenstoffatom, an dem die einleitende Deprotonierung stattfindet, ein Stereozentrum ist (für R ≠ H im obigen Schema), kommt es aufgrund des Gleichgewichtscharakters aller mechanistischen Schritte zu einer Epimerisierung. Wenn also zum Beispiel D-Glucose (eine Aldose) als Ausgangsstoff eingesetzt wird, entsteht durch die Umlagerung D-Fructose (eine Ketose). Die stereochemische Konfiguration an dem betreffenden Kohlenstoffatom geht zunächst verloren, da diese Position bereits im Endiol kein Stereozentrum mehr ist. Bei der im Rahmen der Gleichgewichtseinstellung ebenfalls permanent stattfindenden Rückreaktion kann die (planare) C=C-Doppelbindung des Endiols unter Neubildung des Stereozentrums wahlweise von beiden Seiten protoniert werden. Dies führt dazu, dass zwei Produkte entstehen, mit unterschiedlicher Konfiguration des wiederentstandenen Stereozentrums. Im genannten Beispiel wären dies die D-Glucose und die D-Mannose. Das Reaktionsgleichgewicht liefert somit eine Mischung aus D-Glucose, D-Fructose und D-Mannose: